# Estadio Plan de San Luis
El Estadio Plan de San Luis es un estadio olímpico y de fútbol de México localizado en la ciudad de San Luis Potosí, también llamado el coloso de Alamitos, por ubicarse cerca de esa colonia (caso parecido al de otros estadios mexicanos), en el que jugaron los equipos potosinos: "Trinca Tunera", "Santos de San Luis", "Cachorros del Atlético Potosino" y "Real San Luis" (hoy extinto San Luis Fútbol Club). Actualmente es ocupado por el CF Real Potosino de la Serie B y el Atlético de San Luis Premier de la Serie A.

## Historia
El mes de diciembre del año de 1957 (también año de la fundación del Club San Luis) se jugó el primer partido en el estadio, contra el equipo Salamanca, con un marcador adverso para el cuadro potosino de 0-2.
Durante la época de 1960-1990 fue utilizado por equipos como los Santos de San Luis, Cachorros del Atlético Potosino y Real San Luis.
En noviembre de 1989, se suspendió el concierto de la banda de Heavy Metal Black Sabbath por autoridades del Estado al considerarlo un evento peligroso y en contra de las buenas costumbres (en particular, Guillermo Pizzuto Zamanillo presidente municipal en el periodo 1988-1991 dio la orden de que se suspendiera el concierto). 
El estadio siguió funcionando hasta el año 2002 aunque la Federación Mexicana de Fútbol (FMF) le dio el veto al estadio por considerarlo inseguro años atrás, por lo que dejó de usarse, dando paso a la inauguración del otro estadio en la ciudad, el Alfonso Lastras Ramírez. 
Durante varios años, el estadio tuvo un uso mínimo y poco mantenimiento, hasta que en el año 2006 el Gobierno del Estado, anunció que sacarían al estadio del olvido, modificándolo demoliendo una de las cabeceras y construyendo un centro de talentos y alto rendimiento que además será un estadio más moderno de fútbol.
Desde mediados del 2007 el extinto San Luis FC lo utilizó como campo de entrenamiento a causa de la falta de un centro de entrenamiento (también llamado "Casa Club") para el equipo, hasta que se construyó el Centro de Entrenamiento "La Presa".
De 2016 a 2017 el estadio fue usado por el equipo de Santos de Soledad en la Segunda División de México.
En 2018 el estadio pasó a ser la sede del CF Real Potosino, equipo de la Serie B de México, liga que forma parte de la Segunda División nacional. En 2020, el Atlético de San Luis Premier, filial del Club Atlético de San Luis se trasladó a este estadio para disputar sus juegos de la Segunda División.

## Localización
A continuación se dan los datos básicos de la localización:
- Ciudad: San Luis Potosí
- Estado: San Luis Potosí
- Dirección: Av. Mariano Jiménez S/N, Col. Jardines del Estadio